# グラウシン
グラウシン (glaucine) は、Glaucium flavum、Glaucium oxylobum、Croton lechleri、Corydalis yanhusuo等の様々な種の植物に含まれているアルカロイドである。気管支拡張薬及び抗炎症薬の効果を持ち、PDE4阻害剤、カルシウム拮抗剤として用いられる。鎮咳去痰薬として処方される国もある。グラウシンは鎮静、疲労、色彩豊かなことが特徴の幻覚等の副作用を示すことがあり、最近では気晴らしのための新手の麻薬として使われることもある。